# Constantine Phipps, 2. Baron Mulgrave

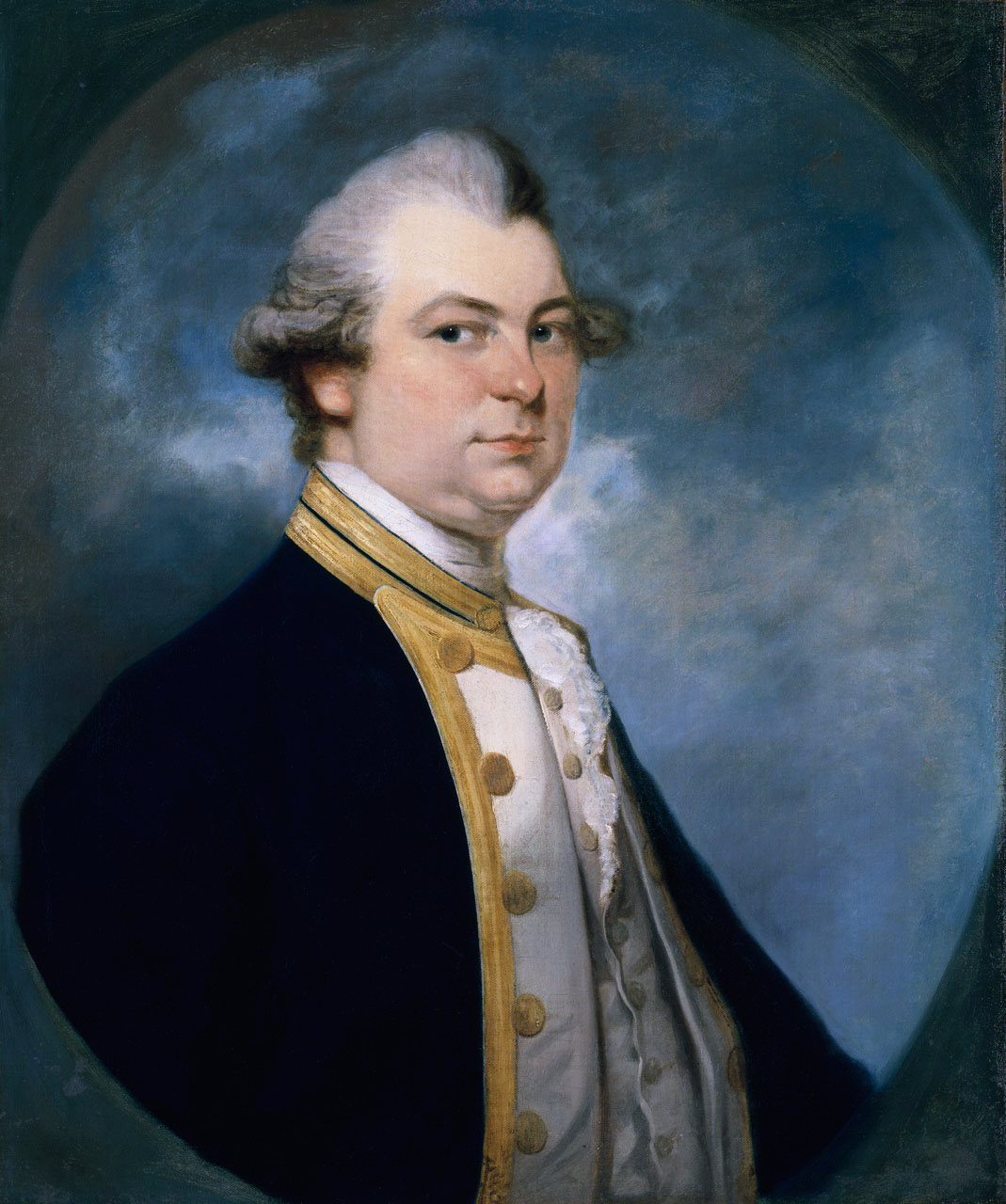
Constantine Phipps, 2. Baron Mulgrave

Constantine John Phipps, 2. Baron Mulgrave (* 19. Mai 1744; † 10. Oktober 1792 in Lüttich) war ein britischer Marineoffizier, Entdeckungsreisender und Politiker.

## Leben

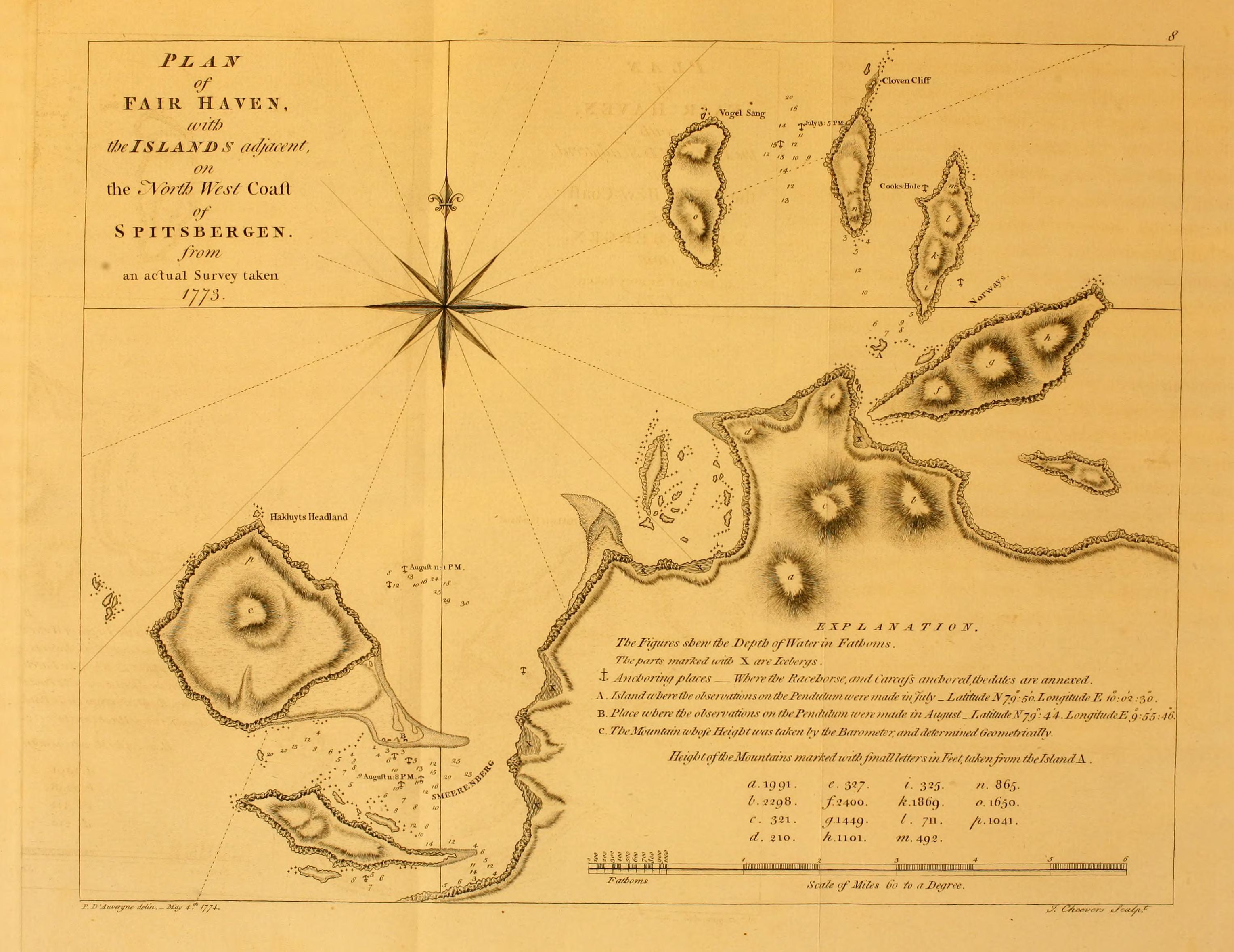
Phipps’ Karte Nordwestspitzbergens mit Amsterdamøya links und den Nordvestøyane rechts oben

Er war der älteste Sohn des Constantine Phipps, 1. Baron Mulgrave, aus dessen Ehe mit Hon. Lepell Hervey, Tochter des John Hervey, 2. Baron Hervey.
Phipps besuchte zunächst zusammen mit Joseph Banks das Eton College, verließ dieses aber frühzeitig und fuhr mit seinem Onkel, dem späteren Vice-Admiral Augustus Hervey, 3. Earl of Bristol, zur See. Bei der Royal Navy wurde er 1762 zum Lieutenant und 1765 Post-Captain befördert. 1766 reiste er zusammen mit Banks, der ihn als Naturforscher begleitete, nach Neufundland.
Am 4. Juni 1773 startete Phipps eine Fahrt zum geografischen Nordpol. Er hatte zwei Schiffe, die Racehorse und die Carcass. Zu seiner Mannschaft gehörte auch der junge Horatio Nelson. Nachdem sie Spitzbergen passiert hatten, wurden sie von den Eismassen zurückgedrängt und entschieden sich nach Erreichen von 80° 48' nördlicher Breite für die Heimreise. Nach dieser Fahrt beschrieb Phipps als erster Europäer den Eisbären und die Elfenbeinmöwe. Er stellte meteorologische und geologische Beobachtungen an, testete Bouguers Patentlog und versuchte, die Tiefe des Eismeers auszuloten. 1774 veröffentlichte er diese Studien in einem Reisebericht.
Von 1768 bis 1774 war er als Abgeordneter für das Borough Lincoln, von 1776 bis 1784 für das Borough Huntingdon und von 1784 bis 1790 für das Borough Newark Mitglied des britischen House of Commons. 1775 erbte er von seinem Vater den Titel eines Baron Mulgrave, of New Ross in the County of Wexford, der zur Peerage of Ireland gehörte und mit einem Sitz im irischen House of Lords verbunden war. 1790 wurde Phipps aufgrund seiner Verdienste auch in der Peerage of Great Britain zum Baron Mulgrave, of Mulgrave in the County of York, erhoben, wodurch er auch einen Sitz im britischen House of Lords erhielt und aus dem britischen House of Commons ausschied. Er verließ 1791 den öffentlichen Dienst und starb am 10. Oktober 1792 in Lüttich.
Während der britische Titel mit seinem Tod erlosch, da er keinen männlichen Abkömmling hatte, erbte sein Bruder Henry Phipps die irische Baronie.
Die Insel Phippsøya, eine der Sjuøyane („Sieben Inseln“) im Spitzbergen-Archipel ist heute nach ihm benannt.

## Schriften
- A Voyage towards the North Pole undertaken by His Majesty’s Command 1773, J. Nourse, London 1774. (englisch)